# Malpartida de la Serena
Malpartida de la Serena és un municipi de la província de Badajoz, a la comunitat autònoma d'Extremadura.